# Jacques-Louis de Pourtalès

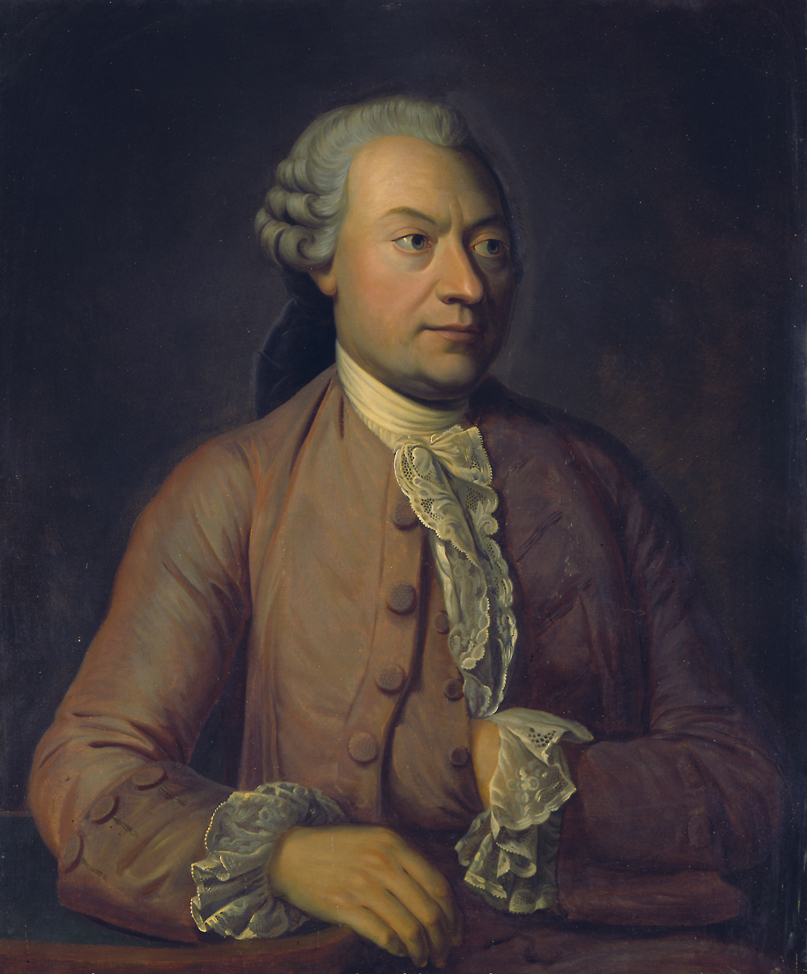
Porträt von Jacques-Louis de Pourtalès, 1766

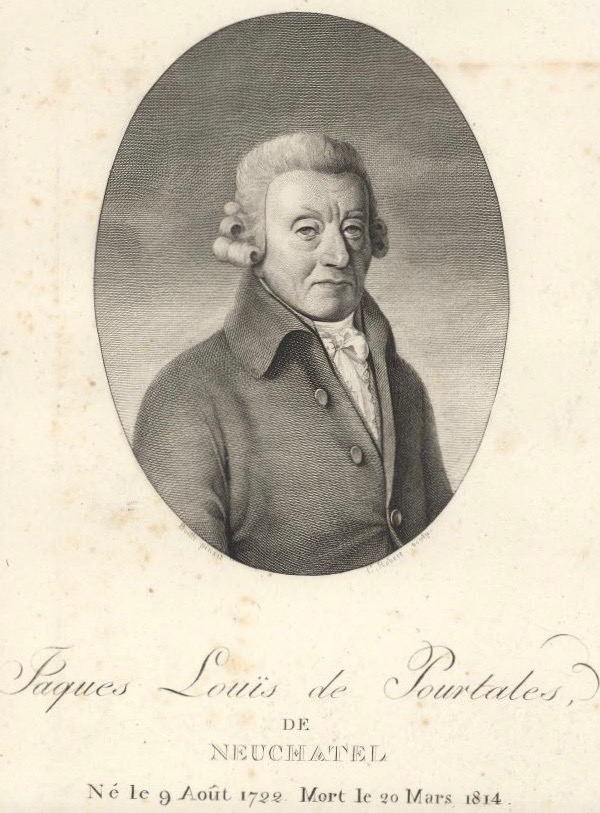
Porträt von Jacques-Louis de Pourtalès, vor 1814

Jacques-Louis Pourtalès, seit 14. Februar 1750 Jacques-Louis de Pourtalès, auch Jakob Ludwig von Pourtalès (* 9. August 1722 in Genf; † 20. März 1814 in Neuenburg), war ein Plantagenbesitzer, Unternehmer und Bankier.

## Leben

### Familie
Jacques-Louis de Pourtalès entstammte der Hugenottenfamilie Pourtalès, die vor der religiösen Verfolgung in Frankreich nach Neuenburg geflüchtet war. Er war der älteste Sohn von Jérémie Pourtalès (* 14. Januar 1701 in Lasalle im Département Département Gard; † 7. Februar 1784 in Neuenburg) und dessen Ehefrau Esther Marguerite (* 20. März 1695 in Neuenburg; † 21. April 1778 ebenda), die Tochter des französischen Kaufmanns Jacques de Luze (1665–1733). Sein Vater hatte sein Heimatdorf in den Cevennen verlassen und war zunächst in Lyon, dann in Genf und schließlich in Neuenburg ansässig geworden. Die Familie seiner Mutter hatte ebenfalls aus Frankreich fliehen müssen und war in Neuenburg aktiv in der Gründung der ersten Zeugdruckereien (Indiennes) beteiligt. Er hatte noch sechs Geschwister.
Aufgrund der Abwesenheit seines Vaters wuchs Jacques-Louis de Pourtalès bei seinen Großeltern mütterlicherseits auf und wurde in einem streng protestantischen Geist erzogen, den er zeitlebens beibehielt.

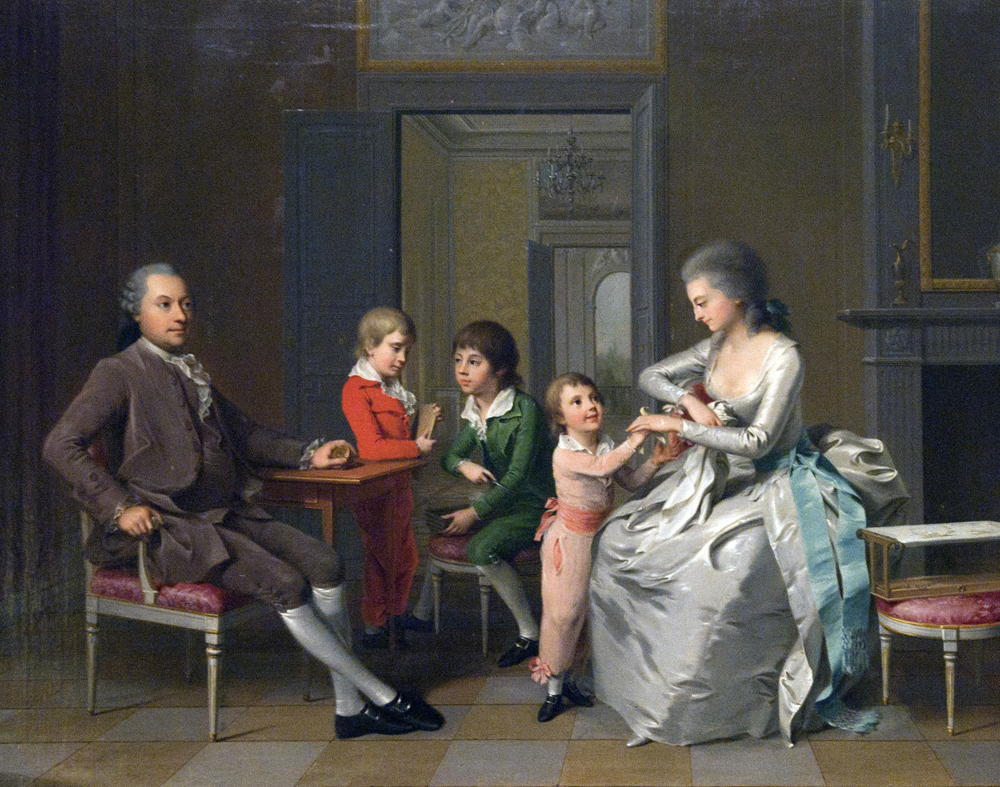
Jacques-Louis de Pourtalès im Kreis seiner Familie, 1784

Im Jahr 1769 heiratete Jacques-Louis de Pourtalès seine 30 Jahre jüngere Cousine Rose-Augustine (* 6. Januar 1752 in Neuenburg; † 5. Februar 1791 ebenda), die Tochter seines Onkels, des Indiennefabrikanten Jean-Jacques Deluze (1728–1777). Das Paar hatte zwei Töchter und vier Söhne, von denen nur Louis de Pourtalès (* 14. Mai 1773 in Neuenburg; † 8. Mai 1848 ebenda), James Alexander de Pourtalès-Gorgier und Frédéric de Pourtalès (* 28. Februar 1779 in Neuenburg; † 30. Januar 1861 in Clarens) das Erwachsenenalter erreichten.
Seine Nachkommen waren der Segler Hermann de Pourtalès, der Schriftsteller Guy de Pourtalès, der Maler Horace de Saussure, der Linguist René de Saussure, der Sprachwissenschaftler Ferdinand de Saussure, der Sinologe Léopold de Saussure, der Geistliche Jean de Saussure und der Psychoanalytiker Raymond de Saussure.

### Werdegang
Im Alter von 14 Jahren zog Jacques-Louis de Pourtalès für einige Monate nach London, um bei seinem Vater zu lernen, der als Teilhaber der Großhandelsfirma Pourtalès, Simons et Cie mit Batist tätig war. Diese frühe Erfahrung in einer internationalen Handelsstadt legte den Grundstein für seine spätere Karriere und eröffnete ihm Perspektiven in der Handelswelt.
Von 1736 bis 1738 arbeitete er bei der Fuhrhalterei Faesch in Basel, bevor er in Basel in der familiengeführten Firma De Luze, Chaillet et Pourtalès seine Ausbildung fortsetzte und später Firmenanteile erwarb. Ab 1744 war er Teilhaber der im Indienhandel und in der Zeugdruckerei tätigen Firma De Luze, Meuron et Cie. Im Jahr 1753 gründete er zusammen mit Claude-Abram DuPasquier (1717–1783) und Jean-Jacques Bovet (1728–1793), die das Unternehmen Fabrique-Neuve de Cortaillod ein Jahr zuvor gegründet hatten, die Handelsgesellschaft Pourtalès et Cie, die rasch an Bedeutung gewann. Sein Ziel war es, die gesamte Handelskette im Indiennegeschäft zu kontrollieren – vom Einkauf der Rohware über das Bedrucken der Stoffe bis hin zum Absatz auf den europäischen Märkten, die er bis ins hohe Alter regelmäßig besuchte. Dies ermöglichte ihm, die Kontrolle über die gesamte Handelskette im Indiennegeschäft zu übernehmen, ein Bereich, der für seinen wirtschaftlichen Aufstieg entscheidend war.
Jacques-Louis de Pourtalès' schuf ein Industrie-, Handels- und Finanzimperium, das in Europa, Indien, Afrika und Amerika tätig war. Neben seiner Rolle als erfolgreicher Kaufmann war er auch Plantagenbesitzer und Bankier. Sein Engagement im Überseehandel führte dazu, dass ein erheblicher Teil seines Reichtums aus dem Kolonialhandel und der Sklaverei stammte. Er war sowohl direkt als auch indirekt in den Sklavenhandel involviert, etwa durch den Kauf von Plantagen auf Grenada im Jahr 1770, auf denen er rund 350 Sklaven für den Anbau von Zucker, Kaffee, Kakao und Baumwolle beschäftigte.
Jacques-Louis de Pourtalès war nicht nur mit seiner Firma Pourtalès & Cie. erfolgreich (die von 1753 bis zu ihrer Liquidation 1801 sechs verschiedene Formen annahm), er setzte auch sein Privatvermögen gewinnbringend ein. Als mit den Revolutions- und Koalitionskriegen sowie der Industriellen Revolution in England das klassische Verkaufssystem mit dem Ankauf der weissen Leinwand in Indien und dem Weiterverkauf der bemalten Stoffe in Europa zusammenbrach, reagierte Jacques-Louis de Pourtalès sofort: Er diversifizierte seine Kapitalerträge, indem er zunehmend in Immobilienfonds, in Anteile an Kommandit- und andere Gesellschaften sowie in Gewerbe und Industrie, Darlehen und Aktien investierte.
Sein Unternehmergeist und seine Innovationskraft machten ihn zu einer einflussreichen Figur in der Handelswelt, die in der Lage war, sich den wechselnden wirtschaftlichen Rahmenbedingungen anzupassen.
Neben seinem geschäftlichen Erfolg war Jacques-Louis de Pourtalès auch als Philanthrop aktiv. Im Jahr 1808 stiftete er für 700.000 Schweizer Franken ein Spital für Arme, das bis heute seinen Namen trägt. Seine Verdienste wurden durch Ehrungen gewürdigt, darunter die Ernennung zum Ehrenbürger in Fleurier, Valangin, Le Locle und 1811 Les Ponts-de-Martel. Zudem besaß er zahlreiche Anwesen, darunter das vom Architekten Louis Châtelain (1805–1885) errichtete Stadtpalais im Faubourg de l'Hôpital und die Villa La Petite Rochette in Neuenburg sowie das Hotel DuPeyrou in der Stadt Neuenburg, ein Landhaus in der Nähe von Areuse, die ehemalige Kartause La Lance, ein Stadtpalais an der Rue de Richelieu in Paris sowie das in den Cevennen gelegene Schloss Malérargues. 1802 kaufte Jacques-Louis de Pourtalès die böhmische Herrschaft Tloskov, wodurch er 1811 den österreichischen Ritterstand erlangte. Seine Vermögensverteilung an seine Söhne und seine großzügigen Spenden für soziale Zwecke zeigen sein Engagement für die Gemeinschaft und seinen Wunsch, einen positiven Einfluss zu hinterlassen.
Als er verstarb hinterliess er trotz grosser Einbussen während der Kriegsjahre von ungefähr dreissig Millionen Schweizer Franken.

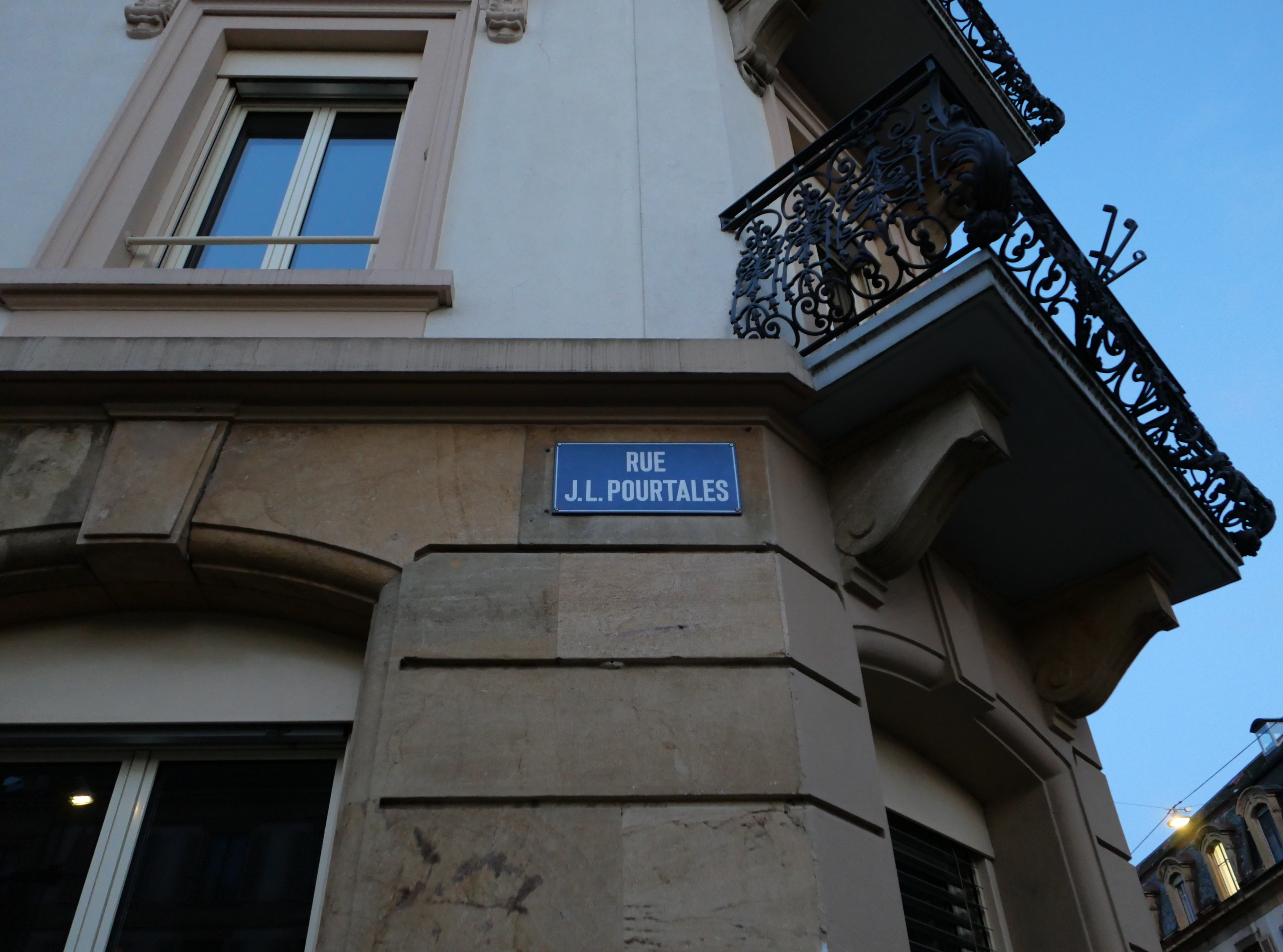
Straßenschild "Rue J.-L.-Pourtalès" in Neuenburg

## Ehrungen und Auszeichnungen
Am 14. Februar 1850 erhob der preussische König Friedrich Wilhelm IV. die Familie Pourtalès in den Adelsstand.
In Neuenburg wurde die Rue J.-L.-Pourtalès nach Jacques-Louis de Pourtalès benannt.